# Еразмо Ротердамски
Дезидеријус Еразмус или Еразмо Ротердамски (лат. Desiderius Erasmus Roterodamus; Ротердам, 27. октобар 1466 — Базел, 12. јул 1536) је био знаменити холандски августински теолог, филозоф, филолог и плодни књижевник епохе европског хуманизма.
Живео је и стварао у доба реформације. Иако је доследно критиковао црквене злоупотребе, корумпирано папство, неканонске елементе обреда и сујеверја, остао је веран католичкој доктрини.

## Детињство
Рођен је 1466. године, у Ротердаму, у Холандији. Пребацивали су му незаконити долазак на свет. Да ли зато што су родитељи прстом показивали на њега и саветовали својој деци да га се клоне, детињство малога Еразма није било нимало насмејано. Он није имао учешћа у веселим играма својих вршњака у пољима Гауде. Једино што су му допустили то је да буде рипидаш Саборне цркве у Утрехту.
Кад му је било десет година, шаљу га у тада врло познат колеџ у Девентеру, где су се суревњиво чувале традиције католичке цркве и где је, између осталих, било написано и Угледање на Христа. По природи независан, превише паметан за своје године, малишан је нерадо подносио строг живот у колеџу. Он је растао и све више сањао о другим видицима, ширим од оних које су му откривали његови учитељи. Нејасно је предосећао да се у старим текстовима крије нешто друго, сасвим различито од онога што су му тумачили: неисцрпна лепота коју ће му убрзо открити Вергилијеви и Овидијеви стихови. У овим римским песницима, као и у Титу Ливију и Плинију, његови учитељи нису видели ништа друго до сурове логичаре или хришћанске пророке. Изузетак су чинили један или двојица његових васпитача који су из Италије, из Павије и Фераре, донели нова, рационалистичка схватања света, заснована на мудрости старога века. Еразмо је сачувао најлепшу успомену на ове веснике зоре новог доба, изванредног и јединственог у историји европске мисли, доба Ренесансе, враћања Старом веку и васпитања на грчким и латинским узорима.

## Монаштво
Кад је Еразмо Ротердамски, врло млад, остао без родитеља, морао је да прекине школовање. Неколико година касније, један његов тутор приволео га је да навуче калуђерску ризу, што је Еразмо и учинио, 1487. године, мада после дугог устезања. Можда је пристао да се одрекне света понајвише због тога што се надао да ће у манастирској тишини најбоље моћи изучавати своје драге старе писце, на које је једино мислио. Живот у манастиру заиста је много допринео његовом умном развијању. Ту ће да чита италијанске хуманисте, који су му све више откривали богаства књижевности Старог века. Ту ће исто тако отпочети она дуга и богата преписка, врло позната, са људима који су мислили као он. Ту ће се још зачети и први планови за његово будуће дело. Али је монах манастира Стејна, као и Доситеј Обрадовић, убрзо увидео колико му је мало места међу често неписменим калуђерима. Није могао да се помири са спољашњим обредом и хладним и суровим формализмом католичке цркве. Био је уверен да има нечег дубљег и истинскијег у католицизму, и да верско осећање, једна од манифестација унутрашњег живота, не захтева од верника дуга бдења нити пост.
25. априла 1492. године Еразмо Ротердамски добија свештенички чин. Кад га камбријски владика Хенрик де Берг, обавештен о његовим необичним способностима, позива у свој двор за секретара и чак има намеру да га поведе у Рим, млади свештеник с радошћу напушта манастирске зидине у које се никад више није вратио. Али, више је волео да оде у Париз, да на Сорбони добије универзитетско звање, и није пошао у Италију.
Отада је Еразмо Ротердамски непрестано био на путу. У Паризу проводи већи број година, где долази у више махова. Први пут 1495. године. Ту остаје до 1499. Живи врло скромно, често се мучи и издржава од оно неколико приватних часова који му омогућавају да заради таман толико да не умре од глади. Други пут 1500. године, када је објавио прво издање чувене збирке Изреке, ризнице мудрости Старог века. Трећи пут је био у Паризу 1504. године. Тада објављује чувене Примедбе Лоренца Вала о Новом завету, посао који показује необичног савесног научника, методичара, тананог посматрача и критичара. Али и поред свих тих објављених радова, Еразмо Ротердамски је и даље живео више него скромним животом. Иако је у Енглеској, у коју је благодарећи свом ученику Вилијаму Блаунту први пут отишао 1499. године, имао велики број пријатеља, међу којима су били Џон Колети, Томас Mop; иако су му чак били наклоњени и кентерберијски бискуп Вилијам Уорхам и краљ Хенри VII тек ће пут у Шпанију, постојбину хуманиста, да му донесе славу и удобан живот. Тамо одлази 1506. године, пошто је у Паризу издао неколико Еурипидових трагедија и неке Лукијанове дијалоге. Италија је одмах у њему видела једног од својих. У Турину, на универзитету, добија титулу доктора. У Болоњи је толико лепо примљен да озбиљно намерава да се ту настани. У Болоњи ће дуго да проучава грчке писце и да спрема друго, много потпуније и богатије издање збирке Изрека, која ће бити објављена 1508. године, у Венецији. Дело је одлично примљено у јавности. На путу у Падову, Сијену, Напуљ, а нарочито у Риму, хуманисти га славе и дочекују као свога. Раскош папског двора и пријатељство најпознатијих римских кардинала, међу којима је и Медичи, будући папа Лав Х нарочито славни остаци културе Старог века, остављају на Еразма Ротердамског тако дубок утисак да најозбиљније помишља да заувек остане у Риму. Намеру није спровео у дело, јер су га његови енглески пријатељи позвали да дође у Енглеску Хенрија VIII, обећавши му све благодети новог режима. Еразмо 1509. године полази на пут. У Оксфорду и Кембриџу понудиће му на универзитету место професора на катедри за грчки и латински језик. У Енглеској ће исто тако, за недељу дана, да напише своје најбоље дело, Похвалу лудости, код Томаса Мора, које ће 1511. године бити објављено у Паризу.

## Смрт
Када је његова снага почела да опада, одлучио је да прихвати позив мађарске краљице Марије, регента Холандије, да се пресели из Фрајбурга у Брабант. Међутим, током припрема за селидбу 1536. године, изненада је умро од дизентерије током посете Базелу. Остао је одан папским властима у Риму, али није имао прилику да прими последње обреде Католичке цркве; извештаји о његовој смрти не помињу да ли је тражио свештеника или не. Према Јану ван Хервардену, ово је у складу са његовим ставом да спољни знакови нису били важни; битан је непосредан однос верника са Богом, који је приметио „како верује [католичка] црква." Међутим, Херварден примећује да „није одбацио обреде и сакраменте из руке, већ је тврдио да умирућа особа може постићи стање спасења без свештеничких обреда, под условом да су њихова вера и дух прилагођени Богу." са великом церемонијом у тамошњем Базел Минстеру (бивша катедрала).
Његове последње речи, како их је забележио његов пријатељ Беатус Ренанус, биле су очигледно „Драги Боже“. Његова бронзана статуа постављена је у граду његовог рођења 1622. године, замењујући раније дело у камену.

## Хиротонија и монашко искуство
Највероватније 1487. године, сиромаштво је приморало Еразма на посвећени живот као канонски редовник Светог Августина у канонарији Стејн, у Јужној Холандији. Тамо је положио завет крајем 1488. године и заређен је за католичко свештенство 25. априла 1492. Каже се да изгледа да никада дуго није активно радио као свештеник, а одређене злоупотребе верских редова биле су међу главним циљевима његових каснијих позива на реформу Цркве изнутра.
Док је био у Стајну, Еразмо се заљубио у колегу каноника Серватија Роџера, и написао низ страствених писама у којима је Роџера назвао „пола душе моје“, написавши да „несрећно и неумољиво сам се дивио." Ова преписка нагло је у супротности са генерално одвојеним и много уздржанијим ставом који је показивао у свом каснијем животу. Касније, док је подучавао у Паризу, изненада га је отпустио старатељ Томаса Греја. Неки су ово схватили као доказ незаконите афере. Међутим, током његовог живота није било личног денунцирања Еразма, а он се потрудио у каснијем животу да удаљи ове раније епизоде осуђујући содомију у својим делима и хвалећи сексуалну жељу у браку између мушкараца и жена.
Убрзо након свештеничког ређења, добио је прилику да напусти каноник, када му је понуђено место секретара бискупа Хенрија из Бергена, због његовог великог умећа у латинском и његове репутације као човека писама. Да би му омогућио да прихвати ту дужност, добио је привремену дистанцу од својих верских завета због слабог здравља и љубави према хуманистичким студијама, иако је остао свештеник. Папа Лав Х је касније издавање издао за трајну, што је била велика привилегија у то време.

## Дани славе
Сад се читава Европа отима о овог најпаметнијег човека својег доба. Француски краљ Франсоа I жели да га види у Паризу као директора француског Колежа, што жели и његов пријатељ, славни хуманиста Гијом Биде. У Стразбуру ће га алзашки хуманисти носити на рукама, међу којима је и Себастијан Брант, чији је Брод лудака, неоспорно утицао на Похвалу лудости. Двор у Бриселу прима га с почастима. Годину дана пред смрт, 1535, папа Павле III понудиће му кардиналску митру.
Али, боравак у Енглеској је за Еразма Ротердамског неоспорно био од највећег значаја. Ту ће он бити први пут постати свестан шта тачно хоће. Ha Оксфордском универзитету слушаће Џона Колета професора Колеџа Модлен, ватреног енглеског хуманисту. Он и Томас Mop највише су утицали на Еразма. Понајвише благодарећи њима, он заувек напушта схоластичаре. Џон Колет се, изучавајући Библију, држао истих принципа којих су се држали италијански хуманисти проучавајући грчке и латинске писце: отићи самом тексту, одбацити посредништво схоластичара и цркве.
Зато су хуманисти први весници Реформе. Она је за већину историчара друга страна медаље Ренесансе. И Ренесанса и Реформа имали су заједничког непријатеља: дух средњег века и схоластичаре, против којих ће се борити истим методима: враћањем изворима, и враћањем прошлости. Хуманисти желе обнову Старог века, реформаторима старог хришћанског света. Треба скинути са њих таму у коју су их затим вековима заогртали. Као једини лек нејасној уметности и књижевности без стила, хуманисти су предлагали угледање на старе узоре. Реформатори су желели да раскрче сигураш и божански темељ хришћанске религије и ослободе га. традиција, сумњивих и често противречних. Хришћанска наука има да се позна на извору, неизмењена, неудешена, christum ex. fontibus predicare. Једини ауторитет за људе који верују има да буде Библија. Њу је сваки човек слободан да тумачи и схвата како хоће, без туђе помоћи.. Тако ће хуманисти, међу којима видно место заузима Еразмо Ротердамски, бранити духовну и моралну аутономију човекове личности. Право слободног расуђивања. јесте први прстен у дугу ланцу модерне историје мисли, први члан закона модерног доба.

## Филозофија
Похвала лудости, коју Еразмо написао 1509. године, одражава хуманистичке идеје које су тек почеле да се шире по Европи током раних година ренесансе, и требало је да играју кључну улогу у реформацији. То је духовита сатира о корупцији и доктринарних препирки католичке цркве. Међутим, такође има озбиљну поруку, наводећи да је безумље, под којим је Еразмо подразумевао наивно незнање, од суштинске важности за човека, и шта на крају доноси највише среће и задовољства. Он наставља да тврди да знање, с друге стране, може бити терет и може довести до компликација које може створити проблематичан живот.
Како Еразмо наводи, религија је такође облик лудости и у том истинском уверењу може се заснивати само на вери, никад на рационалности. Он одбацује мешање старогрчког рационализма са хришћанском теологијом као што су то радили средњовековним филозофи, попут светог Августина и Томе Аквинског, тврдећи да је то основни узрок корупције религијске вере. Уместо тога, Еразмо се залаже да се врати једноставним искреним веровањима, са појединцима који стварају лични однос са Богом, и то не један прописан католичком доктрином. Еразмо саветује да се прихвати оно што он види као прави дух, Свето писмо, једноставност, наивност, и понизност. То су, каже, то темељне људске особине које држе кључ срећног живота.

## Утицај на савременике
И сасвим тачно сви историчари Еразма Ротердамског виде у њему једнога од теоретичара Реформе, можда најглавнијег. Његова је улога била слична Волтеровој улози у Француској револуцији. Он је, по речима Бела, био Јован Крститељ немачког Реформатора, и његови савременици слажу се у томе да је он снео јаје које ће Лутер да излеже. Чувени Еразмов превод Новог завета послужио је несумњиво Мартину Лутеру за још чувенији превод Библије на немачки језик. Међутим, знамо колико се, кад је букнуо покрет Реформе, Еразмо Ротердамски устезао да му приђе, и да најзад никад није пришао Реформи. Чак ће да буде и њен огорчен противник, свеједно што ће због тога све више губити утицај на духове и компромитовати спокојство последњих година живота, које му је било драже од свега. Ко зна, можда би се и Волтер, да је дочекао Француску Револуцију замислио као Еразмо Ротердамски пред сразмерама покрета који је припремио, и устукнуо испред огња који је запалио. И баш та чињеница што није пришао Реформи и био њен огорчени противник, доказује да је Еразмо мислилац и писац Ренесанса. Он је предосетио да Ренесанса и Реформација, која је поникла из ње, не могу ићи заједно. Гдегод Реформација није успела, тамо цвета Ренесанса. Ренесанса је био угушен, или дошао касније, увек тамо где је цветала Реформација. Калвин ће да баци анатему на Раблеа и да пише: „Нека све науке буду истребљене са лица земљина, ако им је циљ да ослабе хришћанску усрдност“. Реформатори су ишли под руку са хуманистима само онда кад су им служили, и борили се против њих кадгод су хуманисти желели да тријумфује Ренесанса.
Узалуд ће Лутер, чији револт против католичке цркве Еразмо Ротердамски испрва одобрава, гледати на њега као на свога вођу и учитеља. Узалуд ће да му пише: „Еразмо, надо и поносе наш, у мислима сам непрестано с тобом… Ко је тај чија душа није испуњена Еразмом кога Еразмо не учи и којим не влада?" Еразмо му мудро и опрезно одговара: „Мислим да се више добива умереношћу него страшћу… Не треба устати против папе већ против оних који злоупотребљавају његов ауторитет; исто је то и са краљевима." И после овог одговора свршено је између ученика и учитеља. Раскид је потпун и борба без милости.
Лутер је мислио да ће Еразмо први прићи покрету Реформе. Веровао је да је овај велики хуманист, противник схоластичара, био и противник католичке цркве. Он је међутим то био само онда када је католичка црква у хуманистичким темељима и учењу видела једино јерес и ништа више. Реформатори су искористили његове идеје о слободном расуђивању и слободном тумачењу Библије, али се Еразмо Ротердамски трудио да покаже како је добар хришћанин и католик. Њему су били подједнако одвратни ланци и католичке цркве и Реформе. Римокатоличка црква спутавала је слободу личности; Реформа је спутавала осећање, које је база хришћанском веровању и веровању уопште, нападала рафинираност духа и естетско уживање, које пружа лепо. Човек необично јаке уобразиље, Еразмо Ротердамски није увек могао да прикрије своје симпатије баш и за хришћанску религију у католичком руху. Налазио је поезије, можда и против своје воље, у тајанственој светлости католичких храмова и звуцима оргуља. Он је на хришћанство гледао као на песничку манифестацију унутрашњег живота и верских осећања. У својој Припреми за смрт доказује да је хришћанско милосрђе примена Христових речи. Исус је за њега мудрац - песник, чији је цео живот поезија; Исусово дело није у противности са мудрошћу Старог Века коју Еразмо Ротердамски ставља изнад свега.
Као доцније Босуе и Фенлон, Еразмо Ротердамски жели да помири хришћанство и Стари век. Он је предосетио могућност тога измирења, и покушао да морална схватања Старога Века саобрази новом добу. Босуе и Фенлон успели су да у својим широким уметничким фрескама донекле остваре ово измирење. Зато се могу разумети симпатије Босуеа за Еразма Ротердамског. У једном свом делу О васпитању хришћанског владаоца Еразмо већ наговештава овог великог француског писца. Као доцније Босуе, Еразмо захтева да владалац буде надахнут хришћанском љубављу према својим поданицима. Да припада другима, каже он на једном другом месту, шеф државе мора да се одрекне себе и мисли само на заједничке интересе. Има први да се покорава законима које даје. Колико смо далеко од Владаоца Макијавелијева кога не сме задржати ниједна скрупула ако жели да успе, па било то и хришћанско осећање према његовим поданицима. Владалац Макијавелија не личи на Еразмова владаоца пуног хришћанске самилости.
Еразмо Ротердамски остао је писац и мислилац Ренесанса и као верски дубоко настројен човек. Као сви велики људи Ренесанса и он тражи да се на мудрости Старог Века заснују наша схватања живота, да се из те неисцрпне ризнице црпу примери који ће нам помоћи да корачамо ка све већем савршенству. Цело његово дело има обележје и карактеристике Ренесанса који је суревњиво чувао традиције књижевности Старог Века. Његове Изреке најбоље показују колико је познавао те књижевности. У овом свом делу сакупиће најлепша бисерна зрна старе мудрости, четири хиљаде изрека које је нашао код великих грчких, латинских и јеврејских писаца. Њих ће да пропрати изванредним коментарима у којима се открива сва величина његова генија, нарочито будући отворени непријатељ схоластичара, којима оштро пребацује савршено и свесно непознавање писаца Старог Века.
Али ако захтева да се одлази старим узорима, ако сам њима одлази, Еразмо Ротердамски устаје против оних који им слепо и ропски прилазе. Он не штеди имитаторе који често нису ништа друго до преписивачи тих узора. Еразмо доказује да нема страшније пустоши за једну књижевност од оне коју чини голо подражавање, не свесно угледање и прожимање новим идејама. Они који су се угледали чували се рећи што ново, што који велики грчки и латински писац није рекао, или зашта не би нашли у њихову делу неку врсту моралне подршке. Да ово докаже, Еразмо узима Цицерона за пример. У своме Цицероњаниму, он одлучно брани идеју паметног угледања, али у исти мах и независност писца. Тако је један од првих теоретичара овог важног питања из упоредне књижевности. По њему, новина, нова обрада и уметничка форма у коју се мисао облачи имају бити главна брига једнога писца.
Еразмо Ротердамски је велики мислилац из доба Ренесанса. Само се тако може објаснити његов трајан успех и место које заузима у историји модерне мисли.
Врхунац његове славе био је у доба када су у њему гледали вођу хуманиста Европе. Овај човек изванредно високе културе служио је за мисаону везу између Француске, Енглеске, Италије и Немачке. Он је узимао врло значајног, мада дискретног учешћа у свима најпознатијим распрама свога доба. Водио је прву реч, мада неки његови историчари мисле да му је „недостајало генија,, вере и храбрости за велика дела". Можда зато што никад није отворено ступао у борбу. По природи срамежљив и нерешен, он се није смело стављао на чело покрета и није предузимао вођство које му се наметало. Био је скептик и није веровао у људе, као што није веровао ни у себе. Мада је дубоко волео гомилу, он јој никад није пришао. Отуда се са мало симпатија може посматрати једна страна његова живота: мислио је да је боље полугласно и шапатом говорити изабранима, онима који воде гомилу, што је и чинио, не обраћајући се широким народним слојевима. Овај вечито узнемирен дух: волео је мир, који никад није нашао. Гледао је да се у животу не замери, и нико није тачно знао којој партији припада. Кад умире, оставља за собом тајну која још није расветљена: коме се царству приволео? Реформи коју је несумњиво примио, или идеалном католицизму који је, изгледа, бранио пред крај свога живота Држао се оне познате мудрости по којој „онај има право за кога Гвелфи кажу да је Гибелин a Гибелини да је Гвелф". Нико није могао да га урачуна у своје пријатеље или непријатеље. Он се није определио, мада је од тога зависио успех његових идеја и можда једног читавог друштвеног покрета. Што је често падао у горку контрадикцију може да се објасни донекле фактом да му је живот био пун стрепње за сутрашњицу, пун неизвесности, пун зависности од људи којима је имао да служи својим пером. Моћни овога света скупо су наплаћивали услуге које су му чинили. Овај апостол мисли примао је, не противећи се, њихово окриље, можда га и тражио.
У Лувру, у Паризу, чува се чувени портрет Еразма Ротердамског, дело Ханса Холбајна. Велики немачки мајстор кичицом је задржао на платну ону нерешеност великог хуманисте и онај горки осмејак који су карактерисали његов живот и његово дело, онај скептицизам који већ наговештава Мишела Монтења. Еразмо Ротердамски уверио се на крају крајева да су свуда исте изопачености људске. Посматран са месечеве висине, њему свет личи на „рој инсеката који се гложе, туку, постављају један другом замке, отимљу и грабе, да најзад, после луде игре, буду расути као вихором једном епидемијом или ратом". И он добродушно прича своја запажања и размишљања о човеку и животу, у сатирама моћним због тога што су без отровне жаоке, без пакости. Најтеже је, вели он, „критиковати људе не нападајући никога појединачно", најтеже је још „не штедети ни себе". Као на смотри, изводи Еразмо Ротердамски у Похвали лудости, свом најбољем делу, скоро све. друштвене слојеве. И богате, и мање богате, и најмање богате; дарежљивце и тврдице „који не знају за другу срећу до да живе бедно да тако обогате своје наследнике". „Данас, као некад, Плутус, отац људи и богова, по својој свемоћној вољи креће небо и земљу, води рат, доноси мир, даје заповедништво, уређује савете, судове, бракове, уговоре, бави се свима интересима смртних, јавним и приватним". Еразмо не заборавља ни верне који пале пред Богородицом, да јој угоде, безброј свећа -али који никад не помисле да је за ово најбоље узети за узор њену невиност и скромност; све оне који не знају да је од свију храмова највеличанственији храм душе; који одлазе на хаџилук у Јерусалим или Меку и остављају жену и децу којима су више потребни но свецу коме ће да се поклоне. Не заборавља ни ратника који више воли да се бори него да живи у миру. „Има ли што апсурдније но заденути кавгу и водити братоубилачки рат који увек има за последицу више зла него. добра?" У Похвали лудости духовито су описани и ласкавци, и они који се суде да једино богате адвокате.
Kao доцније Монтењ и понајвише парадоксални: Русо, Еразмо Ротердамски не штеди у Похвали лудости научнике који мисле да су први међу људима. Они по вољи зидају светове, „мере као палицом и врвцом сунце, месец, звезде и сфере; објашњавају узроке грома, ветра, еклипсе и других необјашњивих феномена; увек су сигурни у своја знања, као да им је природа открила своју тајну". Али су бескрајно дуге препирке које воде доказ да се не зна имају ли право или не. За Еразма Ротердамског научне дисциплине „далеко од тога да допринесе срећи, служе само да је омету…. Наука је сишла на земљу кад и друге несреће". Некад, у златно примитивно доба, човек није као данас био окружен знањем: он се подавао природи и инстинкту. И није због тога био мање срећан. Њему није била потребна граматика. Сви су се изражавали на истом језику. Човек је говорио једино зато да га разумеју. Ни дијалектика му није била потребна, јер су се сва мишљења слагала. Ни реторика, јер нису постојале парнице ни препирке. Ни правне науке, јер се није знало за ружне обичаје и навике; само ружни обичаји и ружне навике стварају законе. Медицина је исто тако била непотребна. Животиње које живе у природи кудикамо су срећније, оне не знају за болести од којих пати човек и за које је сам крив. Кад је Бог створио човека он му је забранио, под претњом смртне казне, да окуси од плода са дрвета знања, јер је знање отров срећи. Блажени сиромашни духом, каже Исус. И Еразмо Ротердамски хвали лудост у врло паметној Похвали лудости. Лудост и незнање мили су Богу. Исус Христос је ca крста рекао, да измоли опроштај за оне који су га мучили и распели: „Оче, опрости им јер не знају шта раде". Све су се велике ствари дешавале онда када је човеком најмање господарио разум. Лудост је предузети немогућно. Срећа међутим воли лудо смеле, оне који радо кажу: коцка је бачена. Мудри су људи често плашљиви и нерешени. Лудост је бранити идеал. Ко не саветује бранити идеал, свеједно што he онај који га брани на путу наићи на ветрењаче као Дон Кихоте? Има ли акта узвишенијег својим моралним значењем до делити своје добро са оним који нема, не разликовати пријатеља од непријатеља, праштати увреде, и највеће и најтеже? Покушајте учинити све то, вас ће назвати лудим. У лудости, дакле, лежи мудрост живота.
Разуме се, Еразмо Ротердамски је често, врло често говорио у парадоксима. Они су рођени у његовом скептицизму, који је истоветан са скептицизмом Монтењевим и Шекспировим. Зар не подсећа на Хамлета ова његова мисао: „Човечији живот није ништа друго до игра лудости…. Комедија у којој, под позајмљеном образином, сваки од нас игра своју улогу, све док га редитељ не отера са позорнице"? Или ова: Човек греши кад мисли да је срећа у стварима, у ономе што нас окружава; она зависи од мишљења које имамо о њима. „Душа човекова тако је моделисана, да илузија има више моћи над њом него истина". И Еразмо, као Хамлет, има највише симпатија за оне који су богати илузијама и надањем, којима су златни снови довољни да буду срећни.
Још се за Демокрита „највећа срећа састојала у спокојству душе ослобођене узалудних мука“. „Онај који познаје вештину живети са самим собом не зна за досаду“. Мудрост лежи у унутрашњем животу и повлачењу у себе. „Мудрост, то је бити сигуран да је човек срећан само у толико у колико се обогати богатством духа“. То је идеал Еразма Ротердамског; он је основа његова скептицизма.